# Castillon-en-Auge
Castillon-en-Auge ist eine französische Gemeinde mit 164 Einwohnern (Stand: 1. Januar 2022) des Départements Calvados in der Region Normandie (vor 2016 Basse-Normandie). Sie gehört zum Kanton Mézidon Vallée d’Auge im Arrondissement Lisieux. Die Einwohner werden Castillonais genannt.

## Geographie
Castillon-en-Auge liegt etwa 58 Kilometer ostsüdöstlich von Caen und etwa 19 Kilometer südwestlich vom Stadtzentrum von Lisieux in der Landschaft Pays d’Auge. Umgeben wird Castillon-en-Auge von den Nachbargemeinden Coquainvilliers im Norden und Nordwesten, Mézidon Vallée d’Auge im Norden und Nordosten, Livarot-Pays-d’Auge im Osten und Südosten sowie Saint-Pierre-en-Auge im Süden und Westen.

## Bevölkerungsentwicklung
| Jahr                      | 1962 | 1968 | 1975 | 1982 | 1990 | 1999 | 2006 | 2015 |
| Einwohner                 | 155  | 119  | 120  | 101  | 101  | 130  | 140  | 169  |
| Quelle: Cassini und INSEE |      |      |      |      |      |      |      |      |

## Sehenswürdigkeiten
- Kirche Notre-Dame aus dem 13. Jahrhundert

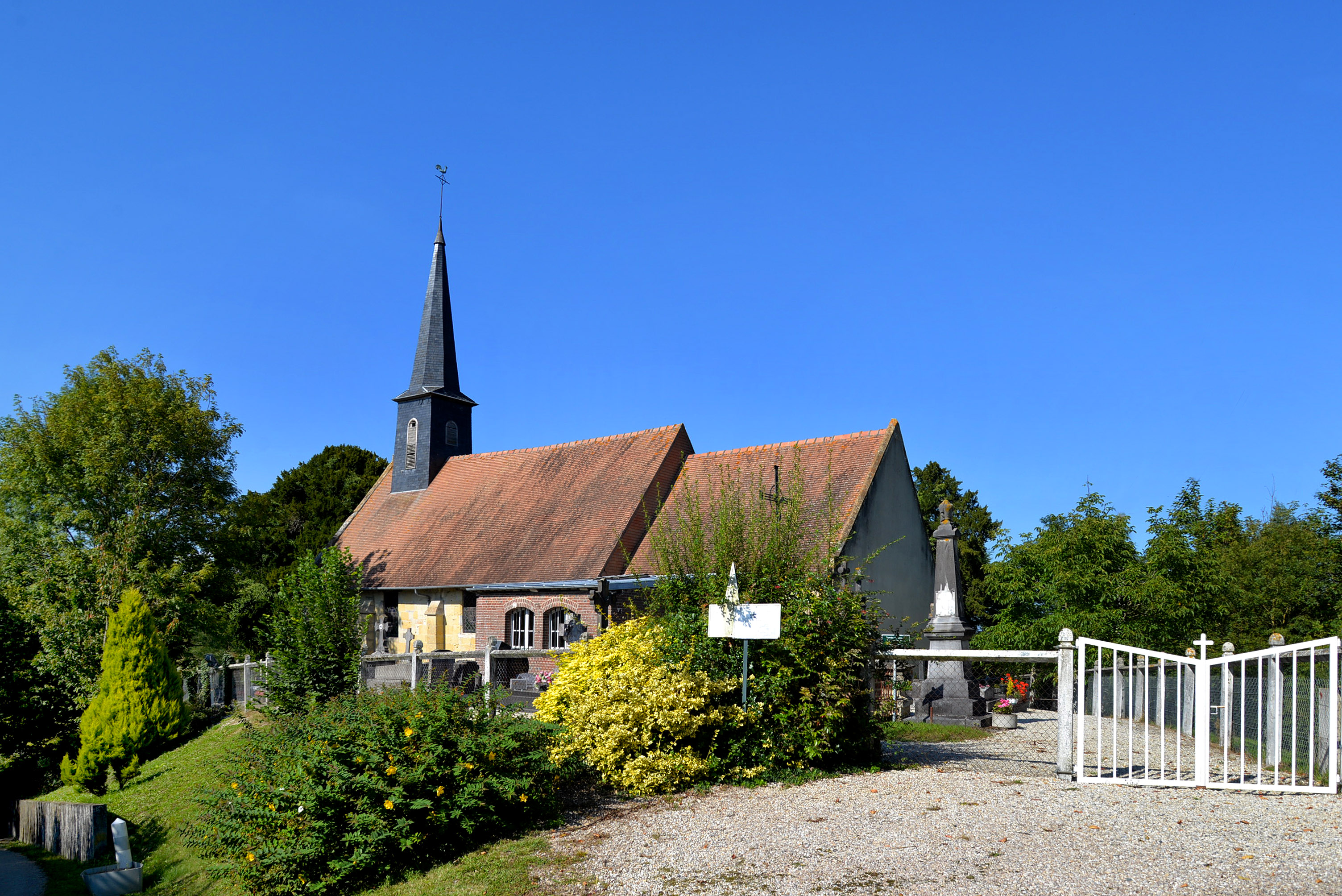
Kirche Notre-Dame